# Schleifthor
Schleifthor ist ein Gemeindeteil der Gemeinde Esselbach im unterfränkischen Landkreis Main-Spessart in Bayern.

## Geographie
Das Forsthaus Schleifthor liegt links des Heinrichsbachs im Spessart und gehört als Exklave im Fürstlich Löwensteinschen Park zur Gemeinde Esselbach. Im Nordwesten liegt das Forsthaus Sylvan im Weihersgrund und im Südosten die Kieseckersmühle.

## Geschichte
Das Schleifthor wurde in den Jahren 1817 bis 1819 im Rahmen des Zaunbaus für den Löwensteinschen Wildpark als Forst- und Torhaus errichtet.